# Vagalume (site)
O Vagalume é um portal de música brasileiro criado em 2002 pelo casal Ana Letícia Torres e Daniel Lafraia. Disponibiliza um amplo acervo colaborativo de letras, traduções e cifras de canções, além de módulos de extensão e um noticiário. É um dos portais de música mais acessados do Brasil.
Em 2016, o portal lançou o Vagalume FM, uma plataforma de streaming semelhante ao Spotify e Deezer.